# Nando Reis
José Fernando Gomes dos Reis (São Paulo, 12 de gener de 1963), conegut artísticament com Nando Reis, és un cantant, compositor, multi-instrumentista i productor musical brasiler. Va ser membre de la banda Titãs entre 1982 i 2002.

## Biografia
Nando Reis era percussionista i crooner de la banda de salsa Sossega Leão quan els Titãs van ser formats. En la primera actuació pública dels Titãs, ell va figurar com bateria. Després del llançament del primer disc de la banda, va arribar a marxar del grup durant dues setmanes, tornant als Sossega Leão per raons financeres, però va acabar canviant d'idea i va ser readmès.
Va sortir dels Titãs després de l'enregistrament de l'àlbum "A Melhor Banda de Todos os Tempos da Última Semana", el 2001. En l'època, va al·legar "incompatibilitat de pensament", i va informar que encara estava sacsejat per la mort dels amics Cássia Eller i Marcelo Fromer. A una entrevista posterior, va afirmar que la seva sortida es va deure també a les seves ganes de dedicar-se més a la seva carrera en solitari i inclús havia arribat a proposar a la banda un hiat d'un any en les seves activitats després del llançament d'aquest LP. A més, va afirmar que el seu aïllament com a compositor en la banda era creixent, el que era evident pel reduït nombre de músiques escrites només per ell en els darrers àlbums. El músic i la banda ara tenen una relació cordial i Nando va participar del concert del trentè aniversari de carrera dels Titãs, ocorregut a la sala Espaço das Américas, a São Paulo, la nit del 6 d'octubre de 2012.
El 2001 va ser nominat al Premi Multishow de Música Brasilera en la categoria "Revelació - Solista", però la Wanessa Camargo va ser la guardonada.
Va tenir una participació breu en un treball junt amb la parella sertaneja Zezé Di Camargo & Luciano. A l'enregistrament de la banda sonora original de la pel·lícula biográfica "2 Filhos de Francisco", àlbum llançat el 2005, va interpretar el tema "El Lavrador", al costat de la filla de Zezé Di Camargo, Wanessa. Les seves composicions formen part dels llançaments d'Skank (els èxits "Sutilmente" i "Ainda Gosto Dela") i de Jota Quest.

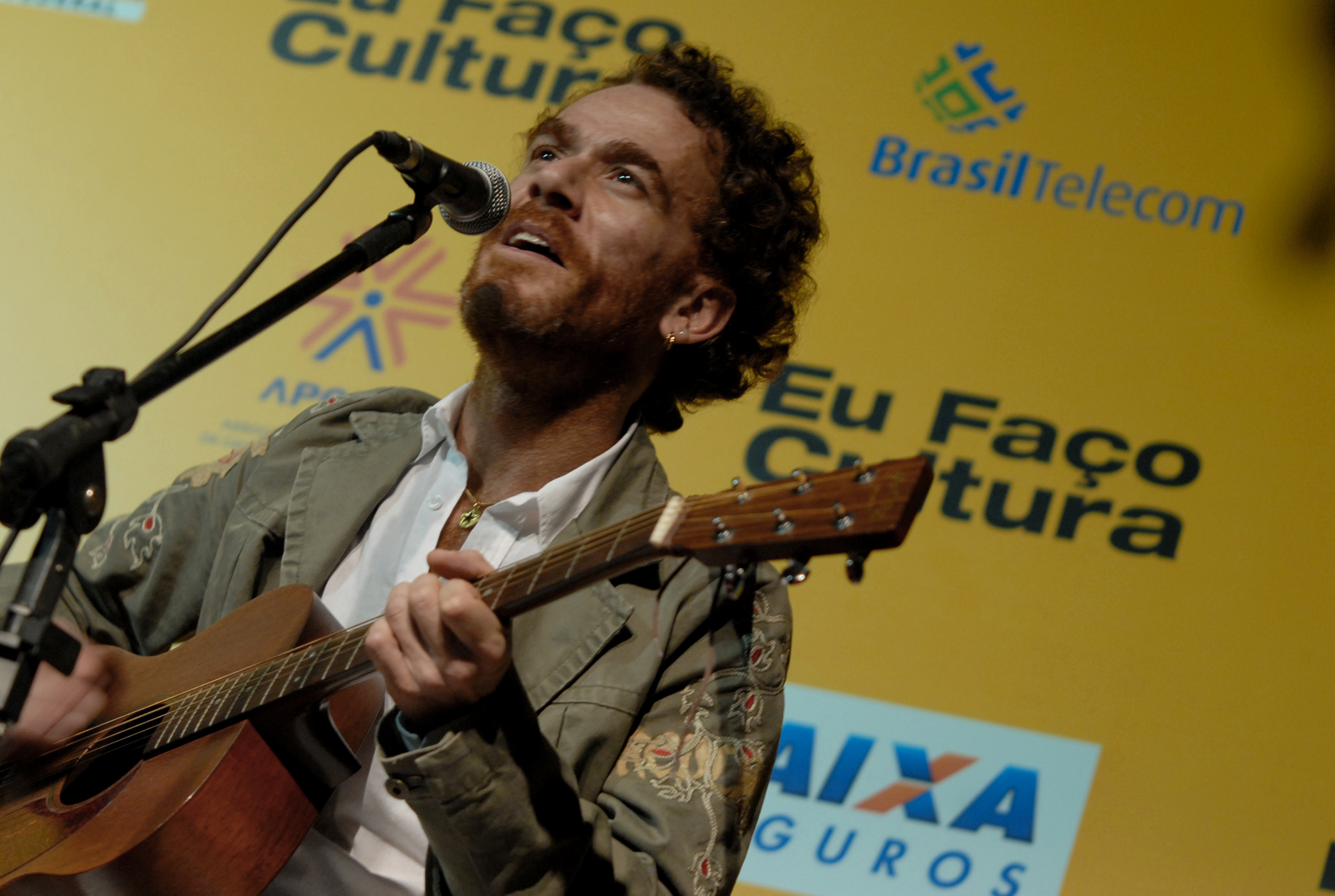
Actuació de 2007

Els dies 10 i 11 d'agost de 2010, va gravar el DVD "Bailão do Ruivão", que conté músiques nacionals i internacionals i diverses participacions especials, com Zezé di Camargo i Luciano, Joelma i Chimbinha (Banda Calypso) i el grup Zafenate. El DVD va ser enregistrat a São Paulo, en el Carioca Club.
El primer semestre de 2012, Nando Reis va figurar en la llista dels deu artistes amb més beneficis provinents dels drets d'autor, segons l'ECAD. Al 2016, estava en la quinzena posició del mateix rànquing, a més de ser el sisè en el rànquing de recaptació amb concerts i el primer en el rànquing de recaptació per música reproduïda en locals públics.
En 2013, va participar, juntament amb l'Adriana Calcanhotto, d'un concert de suport al partit polític Rede Sustentabilidade.
En 2014, el seu àlbum "Sei Como Foi em BH" va ser nominat al Grammy Llatí de Millor Àlbum de Rock en Llengua Portuguesa. Encara al 2014, va afirmar que entraria a l'estudi en 2015 per enregistrar un nou àlbum.
En febrer de 2016, va ser revelat que l'àlbum tindria participacions dels seus ex-companys de Titãs Blanc Mello, Sérgio Britto, Paulo Miklos i Arnaldo Antunes (aquests dos últims també ex-membres de la banda, tot i que Paulo encara la integrés en l'època de l'enregistrament), a més de les cantants Pitty, Luiza Possi i Tulipa Ruiz. Posteriorment, les participacions dels músics Peter Buck (ex-R.E.M.) i Mike McCready (Pearl Jam, Mad Season), així com de quatre fills de Nando (Zoé, Sophia, Theo i Sebastião; aquests últims formen el duet 2Reis), va ser anunciada també.
El mateix mes, va ser anunciat que el cantant, juntament a la banda Os Paralamas do Sucesso i les cantants Paula Toller i Pitty, participarien d'una gira promoguda pel projecte Nivea Viva Rock Brasil, que es duu a terme anualment des de 2012 i porta artistes de gira pel Brasil. La sèrie de set espectacles homenatjà el rock brasiler.
En 2016, va ser revelat que Nando participaria d'algunes cançons del supergrup Levee Walkers, format per Mike McCready, Duff McKagan (Guns N' Roses, Velvet Revolver) i Barrett Martin (Mad Season, Screaming Trees) - aquest últim havia participat d'alguns àlbums d'en Nando.

Va llançar en novembre de 2016 seu nou CD Jardí-Pomar. La portada de l'àlbum va ser signada per l'artista plàstica Vânia Mignone. El dia 16 de setembre del mateix any, llançà el primer single de l'àlbum: "Só Posso Dizer".

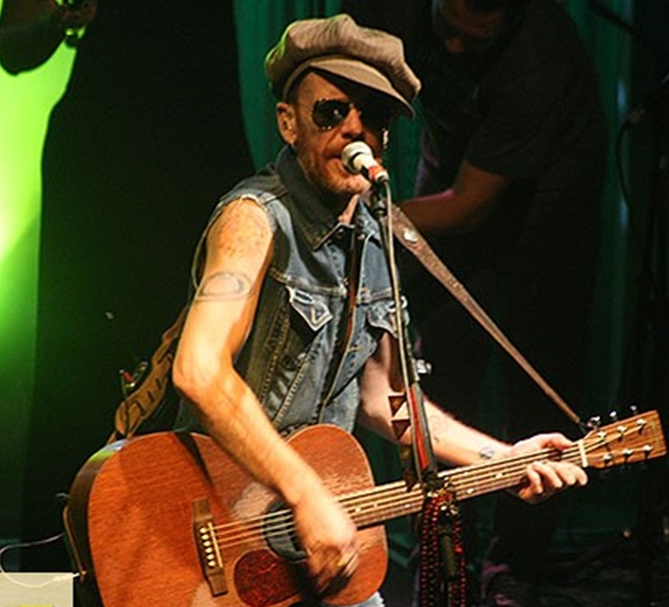
Nando Reis durant un concert a Brasília, 2014

En 2017, va formar el supergrupo Trinca de Ases amb Gilberto Gil i Gal Costa. En 2018, el projecte dels tres artistes va donar a llum un CD i un DVD, llançats en el mes de març.
El seu àlbum "Jardí-Pomar" va ser premiat amb el Grammy Llatí de Millor Àlbum de Rock o de Música Alternativa en Llengua Portuguesa en 2017. El 2021 va rebre dues noves nominacions: Millor àlbum de pop contemporani en portuguès, pel seu EP Duda Beat & Nando Reis i Millor cançó en llengua portuguesa, per Espera a Primavera, un tema nascut durant el confinament per la pandèmia de Covid-19.

## Vida personal
Nando és un dels cinc fills de José Carlos, un enginyer, i Cecília, qui va cursar la carrera de logopèdia després que una de les seves filles quedès sorda. A casa, ella cantava i tocava la guitarra, el que influenciaria Nando i ho faria admirador de les veus femenines, com les de Cássia i Marisa. Cecília va morir d'un càncer fulminant quan Nando tenia 26 anys i preparava l'àlbum "Õ Blésq Blom" amb els Titãs.
La seva germana més gran, Maria Cecília Gomes dels Reis, també coneguda com "Quilha", és escriptora, filòsofa, traductora i professora a la Universitat Federal de l'ABC, i l'ha dedicat alguns dels seus llibres i traduccions.
Nando va arribar a cursar matemàtiques a la Universitat Federal de São Carlos per un any, abans de desistir per donar atenció total als Titãs.
És aficionat del São Paulo F. C., va mantenir una columna setmanal sobre aquest tema al diari O Estado de São Paulo fins al 2010. En 2009 va llançar el llibre infantil "Meu Pequeno São-Paulino", per l'editora "Belas Letras", que parla sobre la passió d'un aficionat del São Paulo i les conquestes obtingudes per l'equip.
En entrevistes en 2010 i 2011, es va declarar ateu i atret per homes i dones. Va ser parella de la cantant Marisa Monte a l'inici dels anys 1990.
Va estar casat amb la seva companya de escola Vânia del 1985 al 2003, i després de 2013 fins avui. Té cinc fills: Theodoro, Sophia, Sebastião, Zoé i Ismael. Theodoro i Sebastião també són músics i tocaven en dues bandes diferents fins a ajuntar-se per a formar el grup 2 Reis. També té un nebot, anomenat Christian. És cosí germà de la cantant i compositora Vange Leonel, morta en 2014.

## Os Infernais
És la banda que actualment l'acompanya als seus shows. A partir de l'àlbum "MTV ao Vivo", tots els llançaments de la banda van passar a ser acreditats com "Nando Reis e Os Infernals" en comptes de només "Nando Reis". Abans que la banda es formés oficialment, el teclista Alex Veley i el guitarrista Walter Villaça ja havien treballat amb Nando al seu àlbum "Para Quando o Arco-Íris Encontrar o Pote de Ouro", gravat a Seattle.

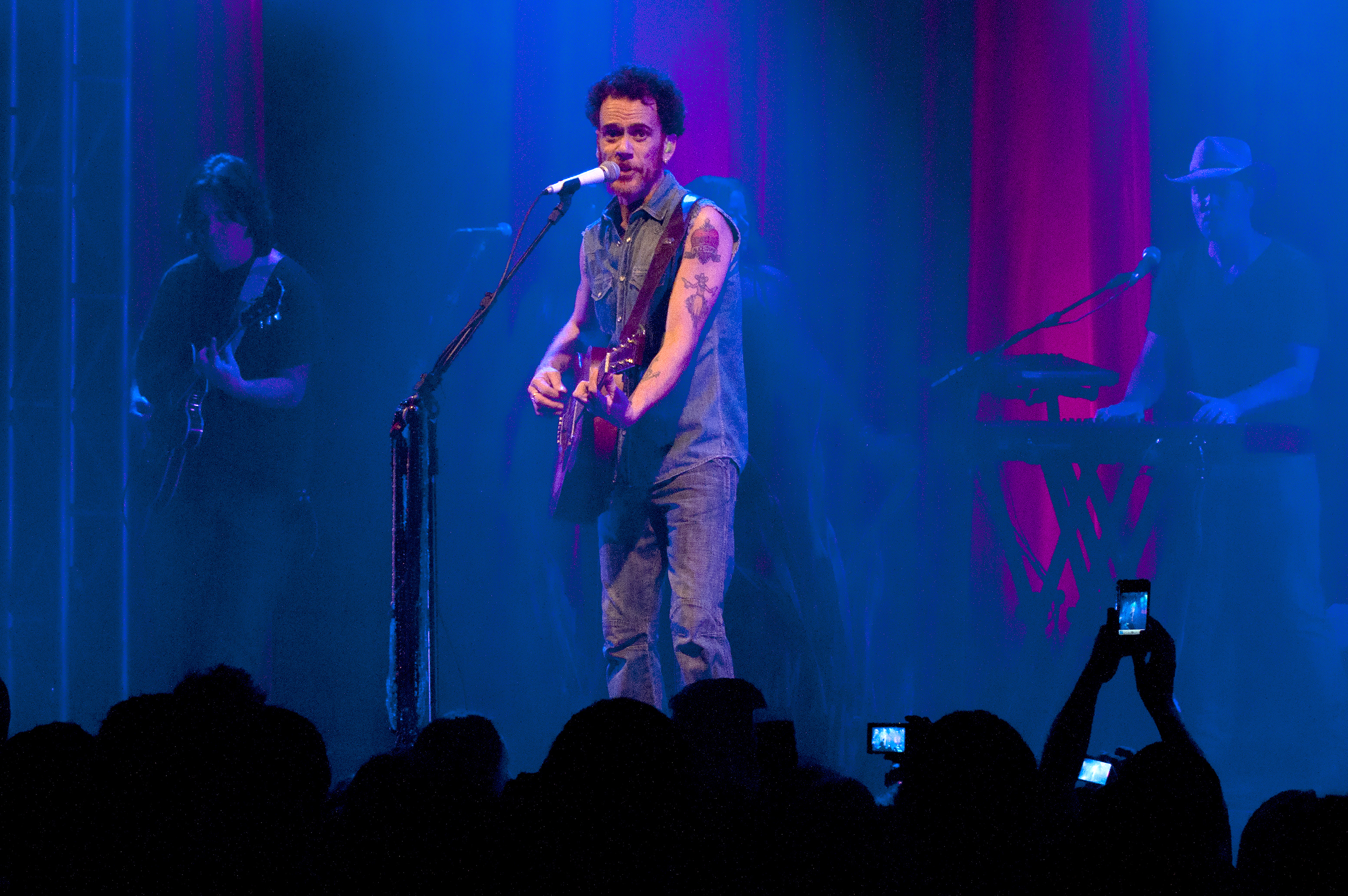
En conçert a Porto Alegre, 2013

Malgrat que Nando viu a São Paulo, la banda té la seu a Rio de Janeiro.
| Membres Actuals - Nando Reis - veu i guitarra acústica - Walter Villaça - guitarra elèctrica - Felipe Cambraia - baix - Alex Veley - teclat - Diogo Gameiro - bateria - Gil Miranda - veus secundàries - Hannah Lima - veus secundàries | Ex-integrants - João Vianna - bateria - Barrett Martin - bateria - Carlos Puntual - guitarra elèctrica - Juju Gomes - veus secundàries - Leonardo Trindade - instruments de vent |

## Discografia
| Àlbums d'estudi - 12 de Janeiro (1995) - Para Quando o Arco-Íris Encontrar o Pote de Ouro (2000) - Infernal (2001) - A Letra A (2003) - Sim e Não (2006) - Drês (2009) - Sei (2012) - Jardim-Pomar (2016) - Não Sou Nenhum Roberto, Mas as Vezes Chego Perto (2019) | En directe - MTV ao vivo (2004) - Luau MTV (2007) - Bailão Do Ruivão (2010) - Sei Como Foi Em BH (2013) - Voz E Violão, No Recreio - Volume 1 (2015) - Gil, Nando & Gal. Trinca de Ases (2017) - PITTYNANDO - As suas, as minhas e as nossas (2023) | EPs - Nando Reis em casa (ao vivo) (2020) - Duda Beat & Nando Reis (2021) - Nando & Sebastião (2021) - PITTYNANDO - As suas, as minhas e as nossas (2022) |